# 巴丙頓道
巴丙頓道（英語：Babington Path），是在香港半山的一條道路，從般咸道及柏道的交界開始，中間和列堤頓道交界，在羅便臣道結束，總長約500米，道路名取自旗昌洋行的董事安東尼·巴丙頓（Anthony Babington）。名作家張愛玲的小說《傾城之戀》，其主人翁白流蘇和男主角范柳原就是居住在巴丙頓道的一所房子。聖士提反女子中學曾於1918年遷往巴丙頓道4至6號作臨時校舍。而香港培英中學於1989年決定遷址往香港仔華富邨前，其舊校舍位於巴丙頓道3號位置（今 俊傑花園）。